# Slag bij High Bridge
De Slag bij High Bridge vond plaats op 6 april en 7 april 1865 als deel van de Appomattox-veldtocht tijdens de Amerikaanse Burgeroorlog.

## Wat voorafging
Zes kilometer ten noordoosten van Farmville staat de High Bridge. Over de brug liep de South Side spoorweg. Dit was een strategische oversteekplaats en bevoorradingsweg voor Robert E. Lee en zijn leger tijdens de Appomattox-veldtocht. Naast de spoorwegbrug lag een brug voor wegvervoer.
Tijdens de terugtocht na de nederlaag bij de slag bij Five Forks, wilde Lee zijn leger veilig aan de andere kant van de oever van de Appomattoxrivier krijgen via deze bruggen. Wanneer hij daar in slaagde moest het korps onder leiding van James Longstreet functioneren als achterhoede. Hij moest de bruggen vernietigen zodat de opmars van de Noordelijken vertraagd kon worden.
Op 6 april 1865 stuurde Longstreet 1.200 cavaleristen, onder leiding van generaals majoor W.H.F. Lee en Thomas L. Rosser, om de bruggen te beschermen tegen Noordelijke verkenningseenheden. De Noordelijke generaal majoor Edward Rod stuurde 900 man, onder leiding van kolonel Thomas Read vooruit om de bruggen in te nemen. Deze eenheid bestond uit de 123th Ohio Infantry, de 54th Pennsylvania Infantry en drie compagnieën 4th Massachusetts Cavalry. De cavalerie-eenheid stond onder leiding van kolonel Francis Washburn. Ze slaagden erin van de bruggen te bereiken voor de Zuidelijke eenheden. Enkele wachtposten werden overrompeld en de Noordelijken veroverden de zuidelijke kant van de brug.

## De slag
Kolonel Washburn en zijn mannen voerden de voorbereidingen uit om de brug onklaar te maken. Op dit moment arriveerden drie brigades Zuidelijke cavalerie. Ze voerden een aanval uit op de nabijgelegen Noordelijke infanterie nabij Watson Farmhouse, een kleine kilometer ten noorden van de bruggen. Bij het horen van de geweerschoten, haastten Washburn en zijn mannen zich naar de infanterie om steun te verlenen. Read stuurde de 4th Massachusetts ten aanval. Deze charge brak door de Zuidelijke linies waarvan brigade generaal Thomas T. Munford de bevelhebber was. In de hevige man-tegen-mangevechten sneuvelden verschillende hogere officieren langs beide kanten. De Zuidelijken voerde een tegenaanval uit. De Noordelijke infanterie en cavalerie werd door deze aanval van elkaar gescheiden. Na nog een aanval werd de Noordelijke cavalerie omsingeld waarbij ze allemaal gewond, gedood of gevangengenomen werden.
Dankzij deze gevechten slaagde het Zuidelijk II korps erin de bruggen over te geraken nadat dit korps verslagen werd in de Slag bij Sayler's Creek. Een divisie onder bevel van generaal majoor William Mahon slaagden erin van de brug volledig intact te houden. De rest van Lee’s leger kwam samen bij Farmville, waar ondertussen de nodige voorraden klaar stonden.
Terwijl de mannen van Mahone de twee bruggen probeerden te verbranden in de vroege ochtend van 7 april 1865, arriveerden het Noordelijke II korps onder leiding van generaal majoor Andrew A. Humphreys het slagveld. De divisie van Francis C. Barlow vielen de Zuidelijken aan en slaagden erin van het grootste deel van de bruggen te redden. De noordelijken staken de kleinere brug over en zetten hun achtervolging van het uitgehongerde leger van Lee verder.

## Na de slag
De gevechten bij de bruggen waren tactisch onbeslist. Lee had zijn leger aan de ander zijde van de Appomattoxrivier gekregen, maar hij had zijn troepen niet kunnen bevoorraden bij Farmville. De volgende plaats waar zich voorraad bevond, was Appomattox station, 37 km ten westen van de bruggen. In de nacht van 7 april ontving Lee een boodschap van Ulysses S. Grant met het voorstel tot overgave van het Zuidelijke leger. Lee hield voorlopig de boot af. Als hij zijn leger naar Appomattox station kon brengen en hen bevoorraden, was er nog hoop. Hij stuurde een brief terug naar Grant om te vragen wat de overgave precies inhield. Zo hoopte Lee kostbare tijd te winnen voor zijn leger.